# Hökasjön (Skede socken, Småland)
Hökasjön är en sjö i Vetlanda kommun i Småland och ingår i Emåns huvudavrinningsområde. Sjön är 3,3 meter djup, har en yta på 0,15 kvadratkilometer och är belägen 147 meter över havet.